# Ciro Menotti

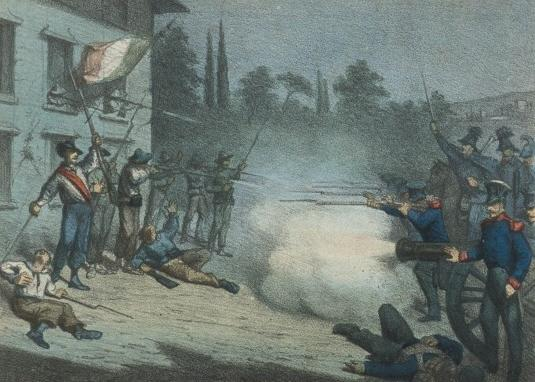
Litografía de 1887 Asalto a la casa de Ciro Menotti.

Ciro Menotti (22 de enero de 1798 – 23 de mayo de 1831). Fue un patriota italiano.

## Biografía
Menotti nació en Migliarina, cerca de Carpi, en ese momento parte del Ducado de Módena y Reggio.
Miembro de la Carbonería desde 1817, era un ferviente patriota y demócrata. A partir de 1820 tuvo contactos con intelectuales franceses, con la intención de liberar Módena del control austriaco.
Al principio, el duque Francisco IV se declaró a favor de las demandas de Menotti, probablemente por la posibilidad de ser rey del norte de Italia cuando se unificase. Menotti organizó una rebelión en Módena para el día 3 de febrero de 1831, pero, en un brusco cambio de opinión, Francisco lo privó de su ayuda, y además, en su exilio voluntario en Mantua, pidió la ayuda de Austria y sus aliados para sofocar la rebelión.
Menotti fue arrestado juzgado y condenado a muerte en la horca. La sentencia fue ejecutada en la ciudadela de Módena.
Menotti se convirtió en la figura idealizada del mártir patriótico del Risorgimento italiano. En 1880 el oficial Taddeo Grandi escribió una biografía de él. En Módena se construyó un monumento en honor a Menotti en 1879, frente al palacio de los Grandes Duques de Módena. 
- Datos: Q1093070
- Multimedia: Ciro Menotti / Q1093070